# خورخه والدانو
خورخه والدانو (اسپانیایی: Jorge Valdano‎؛ زادهٔ ۴ اکتبر ۱۹۵۵) یک بازیکن فوتبال و سرمربی (فوتبال) اهل آرژانتین است.
نیوالز اولد بویز
آرژانتین Primera División (1): 1974
رئال مادرید
لالیگا (2): 1985–86 ، 1986–87
کوپا دلا لیگا (1): 1985
جام یوفا (2): 1984–85 ، 1985–86
آرژانتین
جام جهانی فیفا
رئال مادرید
لالیگا (1): 1994–95

## تیم ملی
وی همچنین در تیم ملی فوتبال آرژانتین بازی کرده‌است.